# Argo Glacier
Argo Glacier är en glaciär i Antarktis. Den ligger i Östantarktis. Australien gör anspråk på området. Argo Glacier ligger 1 871 meter över havet.
Terrängen runt Argo Glacier är kuperad åt nordväst, men åt sydost är den platt. Trakten är obefolkad. Det finns inga samhällen i närheten.